# Piłka siatkowa na Igrzyskach Luzofonii 2009
Piłka siatkowa na Igrzyskach Luzofonii 2009 w Lizbonie została rozegrana w dniach 10–12 lipca w hali Complexo Desportivo Municipal do Casal Vistoso. Rozegrano turnieje kobiet i mężczyzn. W obu turniejach tryumfowali reprezentanci gospodarzy igrzysk. 

## Turniej kobiet
Turniej kobiet rozegrano systemem kołowym („każdy z każdym”). Drużyna która zajęła pierwsze miejsce w grupie zdobyła złoty medal, druga drużyna otrzymała srebro, a trzecia – brąz. 
| Poz. | Drużyna    | Pkt | M | Z | P | WS | PS | R     | ZP  | SP  | RMP   |
| ---- | ---------- | --- | - | - | - | -- | -- | ----- | --- | --- | ----- |
| 1    | Portugalia | 4   | 2 | 2 | 0 | 6  | 0  | MAX   | 150 | 58  | 2,586 |
| 2    | Makau      | 3   | 2 | 1 | 1 | 3  | 3  | 1,000 | 113 | 100 | 1,130 |
| 3    | Indie      | 2   | 2 | 0 | 2 | 0  | 3  | 0     | 45  | 150 | 0,300 |

| 10 lipca 2009 18:00 | Indie | 0 – 3 10–25; 5–25; 10–25 | Makau | Complexo Desportivo Municipal do Casal Vistoso |

| 11 lipca 2009 14:30 | Portugalia | 3 – 0 25–6; 25–7; 25–7 | Indie | Complexo Desportivo Municipal do Casal Vistoso |

| 12 lipca 2009 14:30 | Portugalia | 3 – 0 25–16; 25–12; 25–10 | Makau | Complexo Desportivo Municipal do Casal Vistoso |

## Turniej mężczyzn
Turniej mężczyzn rozegrano z poziomu półfinałów. Drużyny, które wygrały mecz w półfinale przechodziły do meczu finałowego o złoty medal. Drużyny przegrane w półfinałach rozgrywały mecz o brązowy medal. 

### Półfinały
| 11 lipca 2009 10:00 | Republika Zielonego Przylądka | 1 – 3 25–17; 22–25; 23–25; 16–25 | Makau | Complexo Desportivo Municipal do Casal Vistoso |

| 11 lipca 2009 14:30 | Indie | 0 – 3 19–25; 12–25; 12–25 | Portugalia | Complexo Desportivo Municipal do Casal Vistoso |

### Mecz o 3. miejsce
| 12 lipca 2009 10:00 | Republika Zielonego Przylądka | 3 – 1 24–26; 25–22; 25–17; 25–13 | Indie | Complexo Desportivo Municipal do Casal Vistoso |

### Finał
| 12 lipca 2009 17:00 | Makau | 0 – 3 18–25; 20–25; 14–25 | Portugalia | Complexo Desportivo Municipal do Casal Vistoso |

## Medaliści
| Rozgrywki        | | | |
| ---------------- | --- | --- | --- |
| Turniej mężczyzn | Portugalia · Nuno Pinheiro · Marcel Gil · Ivo Casas · Carlos Coelho · Ricardo Silva · Hugo Faria · Alexandre Ferreira · Nuno Silva · Miguel Rebelo · Phelipe Martins · Hugo Oliveira · Pedro Figueiredo      | Makau · Pak Tou Chan · Chou Pui Kan · Hong Lek Leong · Chon Kit Lei · Hou Man Ma · Ka Ho Leong · Ka Hei Chan · Lok Hang Lam · On Tek Leong · Ip Tang Fong · I Kit Leong                 | Republika Zielonego Przylądka · Heriberto Gomes · Gerson Pereira · Valter da Luz · Célio Silva · Amílcar Silva · Américo Lopes · Fretson Alves · Adilson Landim · Danildo Dinis · Nilton Pina · Ivaldo Fonseca · Valdir Reis     |
| Turniej kobiet   | Portugalia · Renata Guerreiro · Marta Esteves · Joana Abreu · Fabíola Gomes · Eduarda Duarte · Vanessa Rodrigues · Ana Couto · Viviane Isidoro · Joana Resende · Aline Timm · Catarina Martins · Marta Hurst | Makau · Cheok Weng Lei · Sin Kuan Lei · Weng Si Lei · Sin Teng Lok · Chi Lan Leung · Sio Cheng Hong · Nga Tat Ng · Un Lok Sio · Ka Lei Leong · Hio San Wong · Un Leng Ao · Wai Man Tang | Indie · Milagrina Mascarenhas · Shamal Gauncar · Synora Rodrigues · Betty D'Silva · Clarissa Rodrigues · Melinda Pereira · Kinberly Fernandes · Melisa Pereira · Monica Almeida · Queency Rebello · Sally Telles · Penny Rebello |

## Tabela medalowa zawodów
| Poz.    | Drużyna                       |   |   |   | Łącznie |
| ------- | ----------------------------- | - | - | - | ------- |
| 1       | Portugalia                    | 2 | 0 | 0 | 2       |
| 2       | Makau                         | 0 | 2 | 0 | 2       |
| 3       | Republika Zielonego Przylądka | 0 | 0 | 1 | 1       |
| 3=      | Indie                         | 0 | 0 | 1 | 1       |
| Łącznie | Łącznie                       | 2 | 2 | 2 | 6       |